# António Calvário

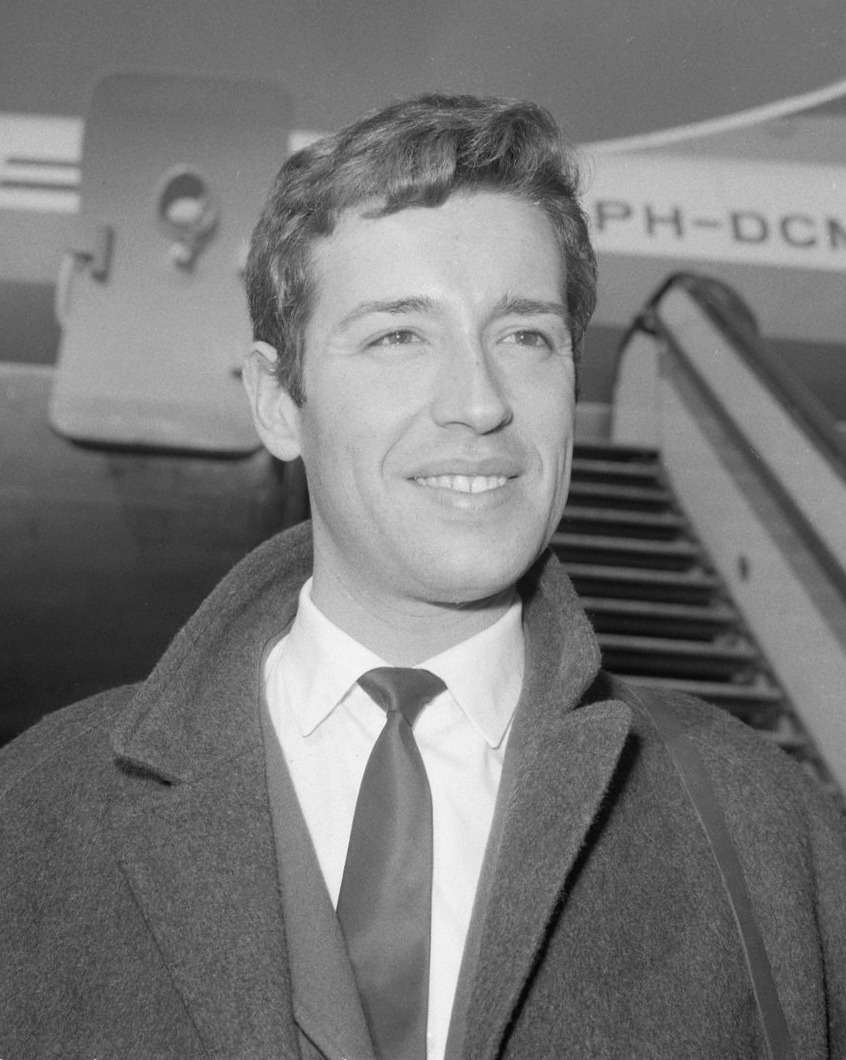
António Calvário am Flughafen Amsterdam Schiphol (1965)

António Calvário da Paz (* 17. Oktober 1938 in Lourenço Marques, Portugiesisch-Ostafrika, heute Mosambik) ist ein portugiesischer Sänger und Schauspieler. Er gehörte vor allem in den 1960er Jahren zu den populärsten Sängern in seinem Land und war für kommerziell erfolgreiche Lieder zwischen Schlager und Yéyé bekannt, aber auch viele radiotaugliche Fados und einige festlichere Lieder sang er. Er sang auch im Revuetheater und in einigen Operetten.

## Leben
In der damaligen portugiesischen Überseeprovinz Mosambik geboren, kam er 1948 mit seiner Familie nach Portimão an der portugiesischen Algarveküste. Dort nahm er den Klavierunterricht wieder auf (bei Elisa Dutra), den er im Jahr zuvor in Mosambik begonnen hatte. Ab 1952 trat er öffentlich als Sänger auf.
1955 ging er nach Lissabon, um am Colégio Académico seine Schulbildung abzuschließen, aber auch, um Gesangsunterricht zu nehmen bei seiner Verwandten, der Opern- und Revue-Sängerin und -Schauspielerin Corina Freire (1897–1975). Im Alter von 19 Jahren wurde er Teil des festen Unterhaltungssängerstamms des staatlichen Radiosenders Emissora Nacional und gewann 1960 dort die zweite Ausgabe des Schlagerwettbewerbs Festival da Canção, mit dem Lied Regresso, das als seine erste Schallplatte danach veröffentlicht wurde, beim traditionsreichsten und wichtigsten Plattenlabel des Landes, Valentim de Carvalho. Ab 1963 wurde er vom Revue- und Musiktheater Lissabon entdeckt, und er sang in einigen Lissaboner Revuen (Revistas à Portuguesa) und Operetten.
Aus dem Festival da Canção der Emissora Nacional ging im (damals staatlichen und einzigen) Fernsehsender RTP der bis heute veranstaltete Liederwettbewerb Festival da Canção hervor. Calvário gewann dessen erste Ausgabe 1964 und wurde damit erster portugiesischer Vertreter beim Eurovision Song Contest (damals Grand Prix Eurovision de la Chanson). Beim folgenden Eurovision Song Contest 1964 landete er mit der Ballade Oração auf dem letzten Platz, zusammen mit drei weiteren Teilnehmern. In Portugal machte ihn das Lied jedoch sehr populär und ist bis heute eines seiner bekanntesten Lieder. Weitere Hits wie Chorona, Sabor a Sal, Mocidade, Gente Nova, Nova Gente, Tu És oder das im Duett mit Madalena Iglésias eingesungene É Tão Bom Amar machten ihn nun zum beliebtesten Sänger des Landes, und er wurde zum Jugendidol. Auch in Spanien und im spanischsprachigen Lateinamerika trat er in dieser Phase häufiger auf und nahm dort Schallplatten auf, in spanischer Sprache.
Zeitgleich entdeckte ihn der kriselnde Portugiesische Film und gab ihm einige Hauptrollen, in der Hoffnung, auch dank seiner Popularität wieder zu den alten Publikumserfolgen der 1930er bis 1950er Jahren zu kommen. Die vollkommen kommerziell ausgerichteten, künstlerisch wenig anspruchsvollen Unterhaltungsfilme blieben jedoch erfolglos, erhöhten aber die Popularität Calvários, der nun ein noch glamouröseres Starimage erhielt.
Trotz der ausgebliebenen Erfolge seiner Filme versuchte sich Calvário 1969 dann selbst als Produzent, mit O Diabo Era Outro (Regie Constantino Esteves). Doch selbst die Rückkehr der populären Milú als Hauptdarstellerin neben Calvário konnte den totalen Misserfolg des Films nicht verhindern und ließ den Produzenten Calvário mit großen Schulden zurück. Außer in der zumindest halbwegs erfolgreichen romantischen Musikkomödie Sarilho de Fraldas (1967, Regie: Constantino Esteves, mit António Calvário, Madalena Iglesias und Nicolau Breyner) blieb er als Schauspieler beim Kinopublikum und erst recht bei der Filmkritik erfolglos.
Um seine Schulden zu begleichen, nahm Calvário bis in die 1980er Jahre eine große Zahl Angebote an, von Nachtclubs über Revuetheatern bis hin zu Zirkusauftritten u. a. Seiner Karriere, aber auch seiner musikalischen Entwicklung war diese Zeit nicht förderlich, zudem galt er seit der tiefgreifenden Nelkenrevolution 1974 als ein ehemaliger Star der Estado Novo-Diktatur, so dass seine Karriere abflaute.
Im Zuge aufkommender Nostalgie-Wellen und Retrotrends, sowohl von der öffentlich-rechtlichen RTP als auch von den neuen privaten Fernsehsendern forciert, trat er dann seit den frühen 1990er Jahren wieder häufiger auf, und man erinnerte sich an seine ehemals enorme Popularität. 1997 erschien mit Canto Avé Maria ein neues Album, dem in den nächsten Jahren eine Reihe Zusammenstellungen seiner größten Hits folgten.
Bis heute ist er so als Sänger und als Jugendidol der 1960er Jahre bekannt geblieben und tritt seither immer wieder auch im Fernsehen auf. Beispielsweise stand er beim Festival da Canção 2019 mit der Lissaboner Band Cais do Sodré Funk Connection auf der Bühne und sang sein Lied Oração, mit dem er das erste Festival da Canção 1964 gewann und damit erster Vertreter Portugals beim damaligen Grand Prix Eurovision de la Chanson (heute ESC) wurde. Auch das Interesse seiner alten, vor allem weiblichen Fans, ist bis heute wach, und bringt ihn immer wieder ins Fernsehen.

## Diskografie
Alben
- 1967: Canções de Natal
- 1967 (?): Sarilho de Fraldas (Diaper Trouble) (mit Madalena Iglésias, Soundtrack)
- 1973: Regresso
- 1984: Saudade
- 1993: António Calvário
- 1994: O Melhor de António Calvário
- 1994: O Melhor dos Melhores
- 1996: Oração – Colecção Caravela
- 1997: Canto Avé-Maria
- 2000: Volta
- 2003: Clássicos da Renascença
- 2008: Vida
- 2008: O melhor de António Calvário

Singles stellen indes den Hauptteil seiner Veröffentlichungen und Verkäufe dar. Mindestens 75 wurden von ihm veröffentlicht, insbesondere zwischen 1960 und 1974.

## Filmografie
- 1961: Quando o Sol Nasce (TV-Serie)
- 1964: Uma Hora de Amor; Regie: Augusto Fraga
- 1964: A TV Através dos Tempos (TV-Mehrteiler)
- 1965: Rapazes de Táxis; Regie: Constantino Esteves
- 1967: Sarilho de Fraldas; Regie: Constantino Esteves
- 1968: O Amor Desceu em Pára-Quedas; Regie: Constantino Esteves
- 1969: O Diabo Era Outro (auch Produzent), Regie: Constantino Esteves
- 1998: Longe da Vista (Cameo-Auftritt), Regie: João Mário Grilo